# Giovanni Parisi
Giovanni Parisi, född 2 december 1967 i Vibo Valentia i Kalabrien, död 25 mars 2009 i Voghera nära Pavia i Lombardiet, var en italiensk boxare som tog OS-guld i fjäderviktsboxning 1988 i Seoul. Karriären avslutade han i Milano 2006. Giovanni dog i en bilolycka 2009.